# Gunnar Lindström
Nils Gunnar Lindström (født 11. februar 1896 i Eksjö, død 6. oktober 1951 smst.) var en svensk atlet, som deltog i de olympiske lege 1920 i Antwerpen, 1924 i Paris og 1928 i Amsterdam.
Lindström var spydkaster, og hans bedste resultat i karrieren var 67,77 m (opnået i 1928). Han var svensk mester 1920, 1921 og 1924 i kast med begge hænder, i 1924, 1926 og 1927 i kast med bedste hånd. Han var desuden engelsk mester i kast med bedste hånd i 1921.
Ved OL 1920 kastede han 60,52 m i kvalifikationskonkurrencen, hvilket var fjerdebedst. I finalen kastede han igen 60,52 m, men denne gang rakte det kun til en sjetteplads efter fire finner og en ester.
Fire år senere ved OL 1924 i Paris vandt Lindström sølv efter Jonni Myyrä fra Finland. Der var 29 deltagere fra femten lande i spydkastkonkurrencen, som blev afviklet 6. juli. Lindström var bedst i kvalifikationen med et kast på 60,81 m, men skønt han i finalen kastede 60,92 m, måtte han se sig besejret af Jonni Myyrä, det også havde vundet konkurrencen ved OL 1920. Samme år satte Lindstöm verdensrekord i spydkast i Eksjö med et kast på 66,62 meter. Året efter forbedrede han rekorden til 67,31 meter.
Ved OL 1928 blev Lindström blot nummer fire i sit kvalifikationsheat med et kast på 58,69 m, hvilket ikke var nok til at kvalificere ham til finalerunden.